# Šemetkovce
Šemetkovce (bis 1927 slowakisch „Semetkovce“; ungarisch Szemes – bis 1907 Semetkóc) ist eine Gemeinde im Nordosten der Slowakei mit 90 Einwohnern (Stand 31. Dezember 2024), die im Okres Svidník, einem Kreis des Prešovský kraj, sowie in der traditionellen Landschaft Šariš liegt.

## Geographie

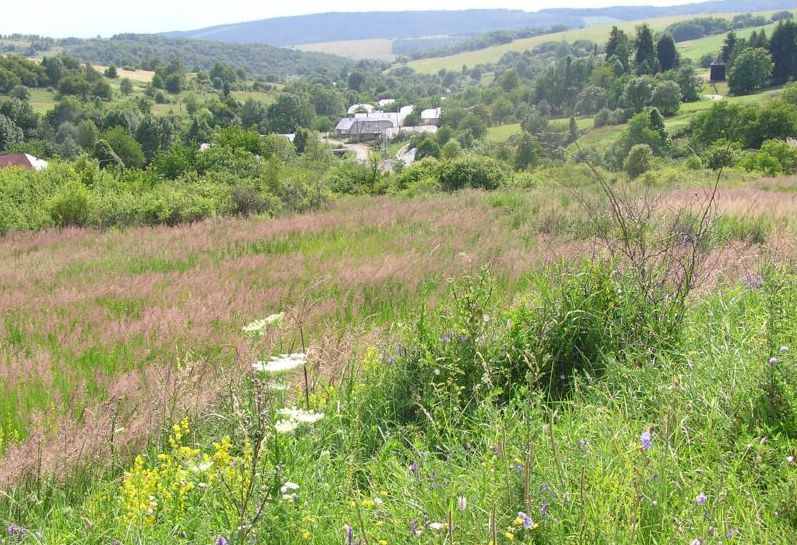
Šemetkovce

Die Gemeinde befindet sich in den Niederen Beskiden, am Übergang vom Bergland Ondavská vrchovina in das weiter östlich gelegene Bergland Laborecká vrchovina, im Tal und am Oberlauf des Baches Vagrinček im Einzugsgebiet der Ondava. Das Ortszentrum liegt auf einer Höhe von 363 m n.m. und ist 11 Kilometer von Svidník entfernt (Straßenentfernung).
Nachbargemeinden sind Ladomirová im Norden, Krajné Čierno im Nordosten, Kožuchovce im Osten, Oľšavka im Südosten, Vislava im Süden und Vagrinec im Westen und Nordwesten.

## Geschichte

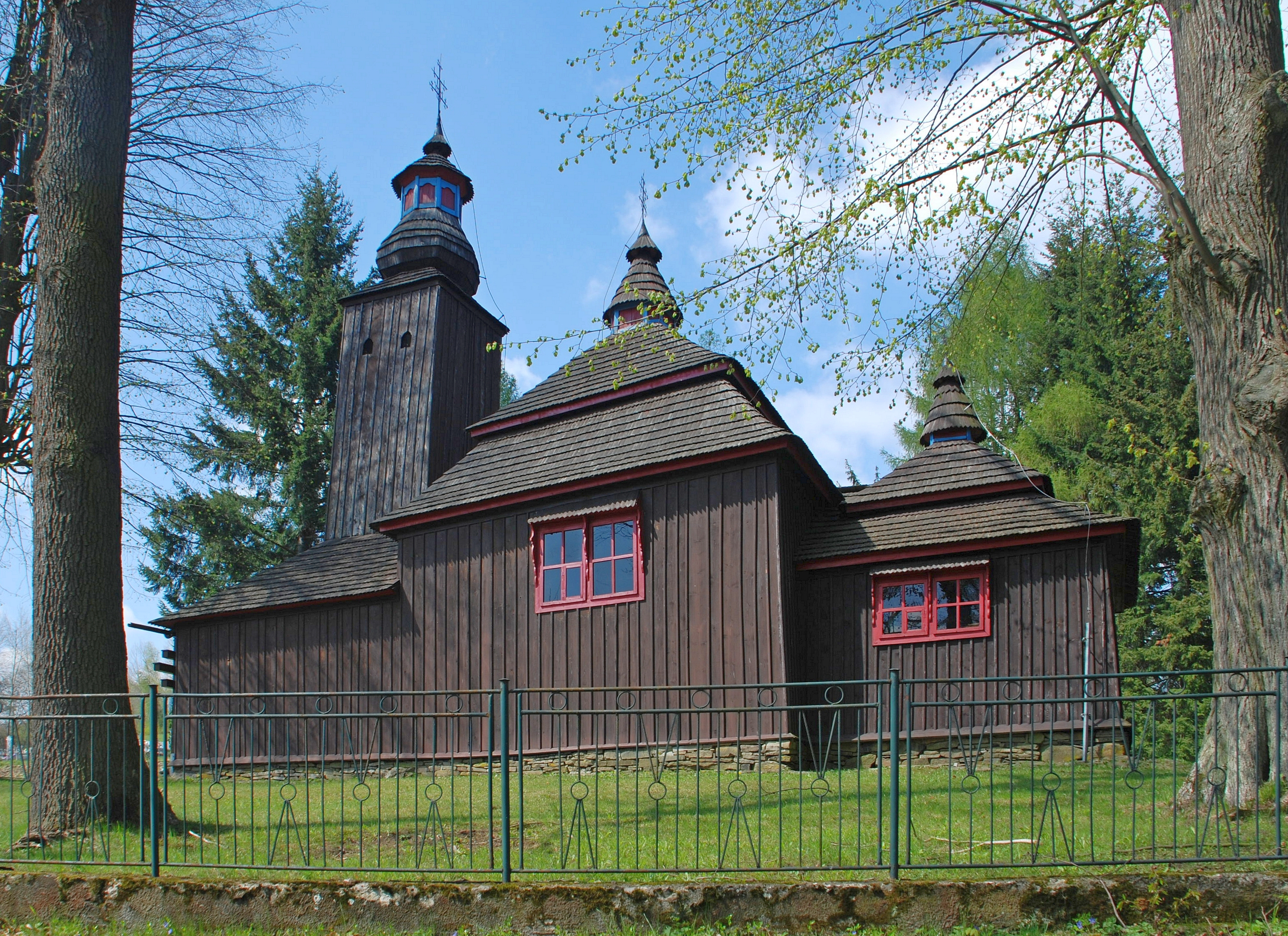
Griechisch-katholische Holzkirche

Šemetkovce entstand zwischen 1553 und 1572 und wurde zum ersten Mal 1572 als Semethkocze schriftlich erwähnt und lag in der Herrschaft von Makovica. Im 19. Jahrhundert war das Dorf Besitz der Familie Szirmay.
1787 hatte die Ortschaft 29 Häuser und 228 Einwohner, 1828 zählte man 32 Häuser und 252 Einwohner, die als Viehzüchter und Waldarbeiter tätig waren. Um die Mitte des 19. Jahrhunderts wurde der Ort von beträchtlicher Auswanderung betroffen.
Bis 1918 gehörte der im Komitat Sáros liegende Ort zum Königreich Ungarn und kam danach zur Tschechoslowakei beziehungsweise zur heutigen Slowakei. Auch in der Zeit der ersten tschechoslowakischen Republik verblieb die Bevölkerung bei traditionellen Tätigkeiten, dazu waren sie als Saisonarbeiter beschäftigt. Im Zweiten Weltkrieg waren Partisanengruppen in den Jahren 1943 und 1944 aktiv in der Umgebung. Während der Frontverschiebung im November 1944 wurde Šemetkovce schwer beschädigt. Nach dem Zweiten Weltkrieg pendelte ein Teil der Einwohner zur Arbeit in Industriegebiete in Svidník und Košice, die örtliche Einheitliche landwirtschaftliche Genossenschaft (Abk. JRD) wurde im Jahr 1960 gegründet.

## Bevölkerung
| Jahr                | 1994 | 2004    | 2014  | 2024    |
| ------------------- | ---- | ------- | ----- | ------- |
| Anzahl der Personen | 106  | 100     | 87    | 90      |
| Unterschied         |      | −5,66 % | −13 % | +3,44 % |

| Jahr                | 2023 | 2024    |
| ------------------- | ---- | ------- |
| Anzahl der Personen | 85   | 90      |
| Unterschied         |      | +5,88 % |

Gemäß der Volkszählung 2011 wohnten in Šemetkovce 84 Einwohner, davon 74 Slowaken, fünf Russinen, zwei Polen sowie jeweils ein Magyare und Ukrainer. Ein Einwohner machte keine Angabe zur Ethnie. 
72 Einwohner bekannten sich zur griechisch-katholischen Kirche, sieben Einwohner zur römisch-katholischen Kirche, zwei Einwohner zur orthodoxen Kirche sowie jeweils ein Einwohner zur Evangelischen Kirche A. B. und zur reformierten Kirche. Bei einem Einwohner wurde die Konfession nicht ermittelt.

## Bauwerke und Denkmäler
- griechisch-katholische Holzkirche Erzengel Michael aus dem Jahr 1752 auf einer Anhöhe hinter dem Dorf, nationales Kulturdenkmal[6]

## Verkehr
In Šemetkovce endet die Cesta III. triedy 3541 („Straße 3. Ordnung“) von Ladomirová (Anschluss an die Cesta I. triedy 21 („Straße 1. Ordnung“)) und Vagrinec heraus.